# Kemme (Thur)
Die Kemme, auf Mundart im Tal auch Chemebach oder Chemibach, entspringt neben der Hauptstrasse von Siegershausen (im Bezirk Kreuzlingen des Kantons Thurgau in der Schweiz) nach Berg an der Bahnstrecke der ehemaligen Mittelthurgaubahn und ist landschaftsprägend. Das anfangs kleine Bächlein nimmt aufgrund weiterer einmündender Bäche rasch an Grösse zu und kann bei Gewitterregen gar zu einem reissenden Fluss anschwellen. Es bleibt aber auf gesamter Länge bis hin zur Mündung in die Thur nahe Pfyn ein Bachlauf.
Im Verlaufe ihrer jahrtausendealten Geschichte hat sich die Kemme an mehreren Orten tief in Sandstein- und Mergel-Ablagerungen eingegraben. Diese Bachlandschaft ist aber auch dank ihrer Pflanzen- und Tierwelt aussergewöhnlich interessant. Hier finden sich noch heute selten gewordene Arten, wie der Eisvogel oder der Kiebitz.
Die Wasserkraft der Kemme wurde mehrmals genutzt. Ortsnamen wie Grubmühle, Klingenmühle und Mannenmühle zeugen noch heute davon.
Die Haslimühle wird 1448 erstmals urkundlich erwähnt; sie wurde bis 1861 mit der Wasserkraft der Kemme betrieben.
Heute wird das Wasser in den Vigognekanal geleitet. Es durchfliesst die Turbinen der ehemaligen Weberei Grüneck und ehemaligen Vigogne-Spinnerei Pfyn, bevor es im Auslaufkanal in die Thur mündet.
Der Bach wird im Jahr 1155 in Form von usque ad comun erstmals schriftlich erwähnt. Die vorgermanische Grundform des Namens dürfte *Kámin(os) gelautet haben und setzte sich wohl aus dem Suffix -ino und dem indogermanischen Wortstamm kamp- mit der Bedeutung 'krümmen, biegen' zusammen ('Fluss mit einer oder mehreren Biegungen').